# George Volkoff
George Michael Volkoff, O.C., M.B.E., F.R.S.C. (Moscou, 23 de fevereiro de 1914 — Vancouver, 24 de abril de 2000) foi um físico e acadêmico canadense nascido na Rússia, que colaborou com Robert Oppenheimer na predição da existência de estrelas de nêutrons antes destas serem descobertas por observações diretas.

## Primeiros anos
Seu pai era um engenheiro russo que emigrou para Vancouver, na Colúmbia Britânica, em 1924. Incapaz de encontrar trabalho, seu pai mudou-se com a família para Harbin, na Manchúria, em 1927. Sua mãe morreu pouco depois da mudança para Harbin. Em 1936, o pai de Volkoff retornou à Rússia mas foi exilado nos campos de trabalhos forçados como parte do Grande Expurgo, onde veio a falecer.

## Educação
Volkoff retornou a Vancouver e entrou na University of British Columbia aonde ele recebeu uma graduação de Bachelor of Arts (bacharelado em artes) em física em 1934 e um grau de Masters of Arts (mestre em artes) em 1936. Ele então estudou com J. Robert Oppenheimer na Universidade da Califórnia em Berkeley, onde publicou seu artigo "On Massive Neutron Cores" e obteve um doutorado em 1940.

## Vida acadêmica
Em 1940 passou a integrar o departamento de física da Universidade da Colúmbia Britânica como professor assistente. De 1961 a 1970 foi o diretor do departamento. De 1970 a 1979 foi o "Deão de Ciências". Foi membro do Senado da Universidade da Colúmbia Britânica por três períodos: 1950 a 1954, 1961 a 1963, e 1969 a 1979.
Foi presidente da Canadian Association of Physicists de 1962 a 1963.

## Honras
Em 1946, foi nomeado membro da Ordem do Império Britânico. Em 1994 foi nomeado oficial da Ordem do Canadá por ter contribuído ao desenvolvimento geral da física do Canadá e, em particular, na Universidade da Colúmbia Britânica.